# ميخائيل باريت (عالم عقيدة)
ميخائيل باريت (بالإنجليزية: Michael Paul Vernon Barrett)‏ هو عالم عقيدة أمريكي، ولد في 18 سبتمبر 1949.